# Michał Bukowski
 Michał Bukowski (ur. 28 sierpnia 1971 w Warszawie) – polski aktor teatralny, filmowy i dubbingowy.

## Życiorys
Jest synem pary aktorskiej Ewy Wawrzoń i Janusza Bukowskiego. Absolwent XVII Liceum Ogólnokształcącego im. Frycza Modrzewskiego w Warszawie (matura w 1990 r.). W 1996 ukończył studia na wydziale aktorskim PWSFTviT w Łodzi.
Współpracował w latach 90. XX w. z Teatrem Ochoty w Warszawie, Teatrem Komedia, Teatrem Kwadrat oraz Teatrem Polskim w Bielsku-Białej. W 2010 roku grał w Teatrze Improwizacji Anima w Warszawie.
Od  2017 w Teatrze Kamienica w Warszawie współtworzy w ramach Milczarek/Bukowski Trio tzw. „Mentoring Theater” czyli sesje szkoleń coachingowych osadzonych w przestrzeni teatru.

## Wybrane role aktorskie
- 1999 - Anhelli, Teatr Polski w Bielsku-Białej, autor Juliusz Słowacki, reż. Grzegorz Królikiewicz
- 1998 - Motyle są wolne autor Leonard Gershe Teatr Polski Bielsko-Biała reż. Anna Wójcikiewicz
- 1998 - Wszystko w rodzinie, autor Ray Cooney, reż. Marcin Sławiński
- 1997 - Dwie morgi utrapienia, Teatr Kwadrat, autor Marek Rębacz reż. Jan Kobuszewski
- 1996 - Z rączki do rączki, Teatr Komedia, autor Michael Cooney, reż. Andrzej Rozhin
- 1995 - Powrót Przełęckiego Teatr Ochoty, autor Jerzy Zawieyski reż. Jan Machulski
- 1995 -Motyle są wolne, Teatr Ochoty, autor Leonard Gershe reż. Jan Machulski
- 1994 - Królik,królik, Teatr Ochoty, autor Coline Serreau reż. Andrzej Rozhin[1]

### Aktor filmowy
- 2003-2009: Na Wspólnej (dialogi)
- 2002: Sfora: Bez litości jako Komisarz
- 2002: Sfora jako Komisarz
- 2000: Sukces jako Mikołaj Król, brat Agaty
- 2000: Pucuś jako ochroniarz Donald
- 1999: Patrzę na Ciebie, Marysiu jako Michał
- 1997: Taekwondo jako Marek
- 1997: Boża podszewka jako Partyzant
- 1997-2002: Między nami bocianami jako głos postaci animowanej
- 1996: Wirus
- 1995: Ekstradycja jako Człowiek Cyrka
- 1995: Tato jako Policjant
- 1994: Ars nova. El libre vermell. Pieśni pielgrzymujących do klasztoru Montserrat. Katalonia, XIX w.

### Dubbing
- 1997: Un Air Si Pur...( Ostatni rozdział) reż. Yves Angelo, film fabularny – polski dubbing[4]
- 2002-2003: Benjamin Blümchen, film animowany – polski dubbing

### Głosy postaci animowanych
- 1999: Między nami bocianami, serial animowany - postać Czarnego
- 2004: Baśnie i bajki polskie, polski film animowany - postać Smoka wawelskiego[5]

## Nagrody
- Nagroda za debiut aktorski na Festiwalu Polskich Filmów Fabularnych za rolę Michała Okrężnego w filmie Patrzę na Ciebie, Marysiu.